# 北海道道490号中園網走停車場線

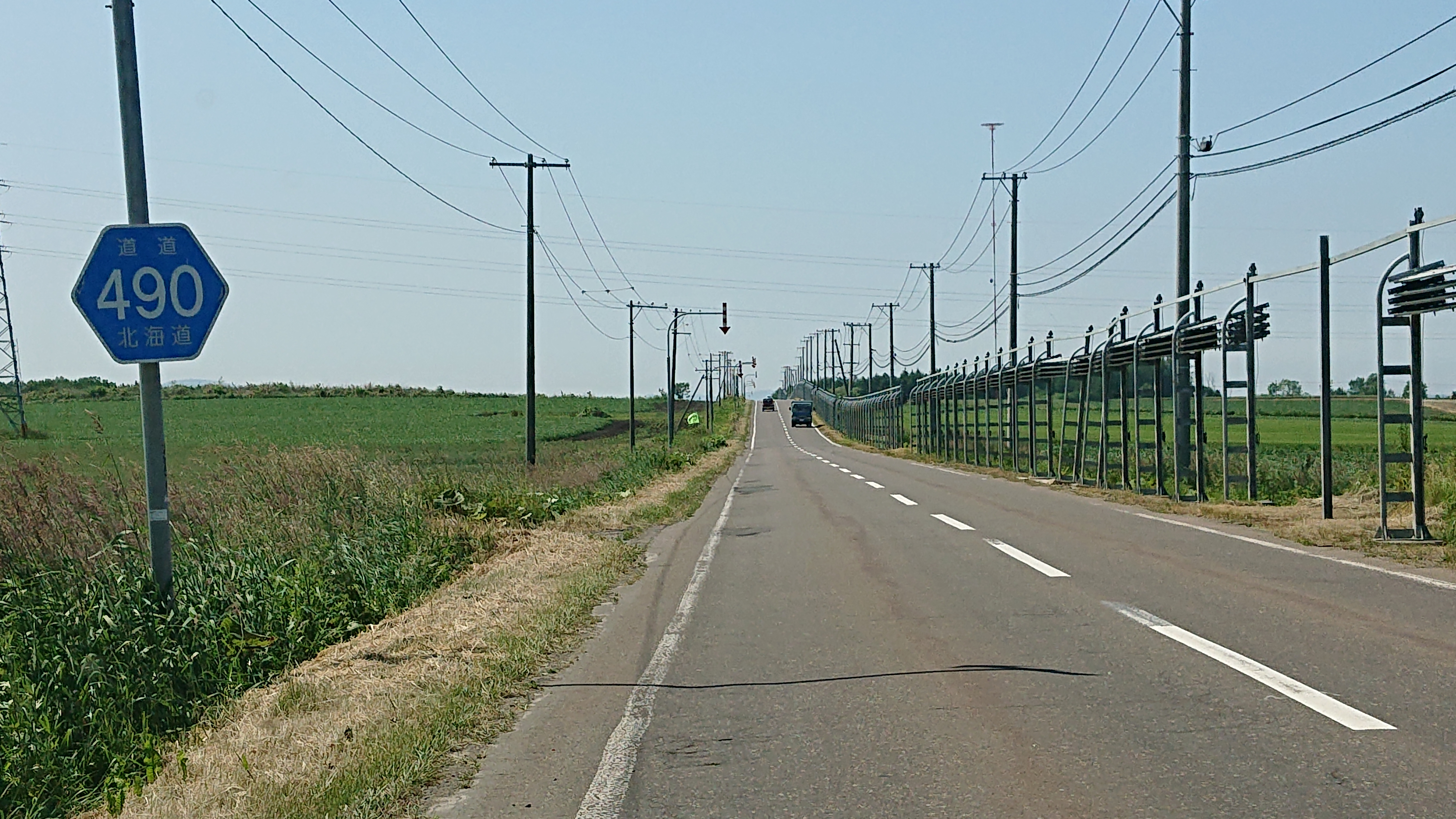
北海道道490号中園網走停車場線

北海道道490号中園網走停車場線（ほっかいどうどう490ごう なかぞのあばしりていしゃじょうせん）は、北海道網走市内を結ぶ一般道道（北海道道）である。

## 概要

### 路線データ
- 起点：北海道網走市中園（北海道道246号小清水女満別線交点）
- 終点：北海道網走市新町1丁目（JR北海道 石北本線・釧網本線 網走駅・国道39号交点）
- 路線延長：14.2 km

## 歴史
- 1965年（昭和40年）3月26日 - 路線認定[1]。

## 路線状況

### 別名
- 感動の径
- 3・4・4潮見台通
- 3・3・3本通
- 南中央通

### 重複区間
- 網走市南6条東3丁目 - 網走市南6条西1丁目（国道244号）
- 網走市南2条西1丁目 - 終点（北海道道23号網走停車場線）

## 地理

### 通過する自治体
- オホーツク総合振興局
  - 網走市

### 交差する道路
網走市
- 北海道道246号小清水女満別線 - 中園（起点）
- 国道244号 - 南6条東3丁目、南6条西1丁目（重複）
- 北海道道683号大観山公園線 - 南6条西1丁目
- 北海道道23号網走停車場線 - 南2条西1丁目、新町1丁目（重複）
- 国道39号 - 新町1丁目（終点）

### 沿線にある施設など
網走市
- 東京農業大学生物産業学部（オホーツクキャンパス） - 八坂196
- 網走市リサイクルセンター - 八坂
- 網走自動車学校 - 字潮見323-26
- 網走運動公園 - 駒場南
  - 網走市総合体育館
  - 網走市民健康プール
  - 網走市営野球場
- 桂町簡易郵便局 - 桂町2丁目4-3
- 網走市立第一中学校 - 台町1丁目13-1
- 北海道網走南ヶ丘高等学校 - 台町2丁目13-1
- JR北海道 釧網本線 桂台駅 - 南10条東3丁目
- 網走市役所 - 南6条東4丁目
- 北海道労働金庫網走支店 - 南6条東3丁目6-1
- 網走信用金庫本店 - 南4条西1丁目
- 網走バスターミナル - 南2条西1丁目15
- 網走信用金庫駅前支店 - 新町1丁目7-15
- JR北海道 石北本線・釧網本線 網走駅 - 新町2丁目